# Sociologia (livro)
Sociologia é um livro do sociólogo brasileiro Gilberto Freyre publicado em 1945.
A obra estrutura um organograma a partir do qual Freyre registra, além das atribuições típicas da sociologia, as inter-relações, os contornos e os limites de seus campos de investigação. Trata-se, portanto, de uma obra para conhecer a estrutura da metodologia sociológica de Gilberto Freyre.